# آکورانا
آکورانا (به لاتین: Akurana) یک منطقهٔ مسکونی در سری‌لانکا است که در ناحیه کندی واقع شده‌است. آکورانا ۳۱٫۰ کیلومتر مربع مساحت و ۶۳٬۳۹۷ نفر جمعیت دارد.